# 磷酸丙糖异构酶
磷酸丙糖异构酶（Triose-phosphate isomerase，通常简称为TPI或TIM）是一种酶，能够催化二羥丙酮磷酸和D型甘油醛-3-磷酸，這兩種丙糖磷酸异构体之间的可逆转换。
磷酸丙糖异构酶在糖酵解中具有重要作用，对于有效的能量生成是必不可少的。磷酸丙糖异构酶被发现存在于几乎所有的生物体，包括哺乳动物、昆虫、真菌、植物和大多数细菌中。但也有一些不进行糖酵解的细菌，如尿枝原体属则缺乏该酶。

## 结构

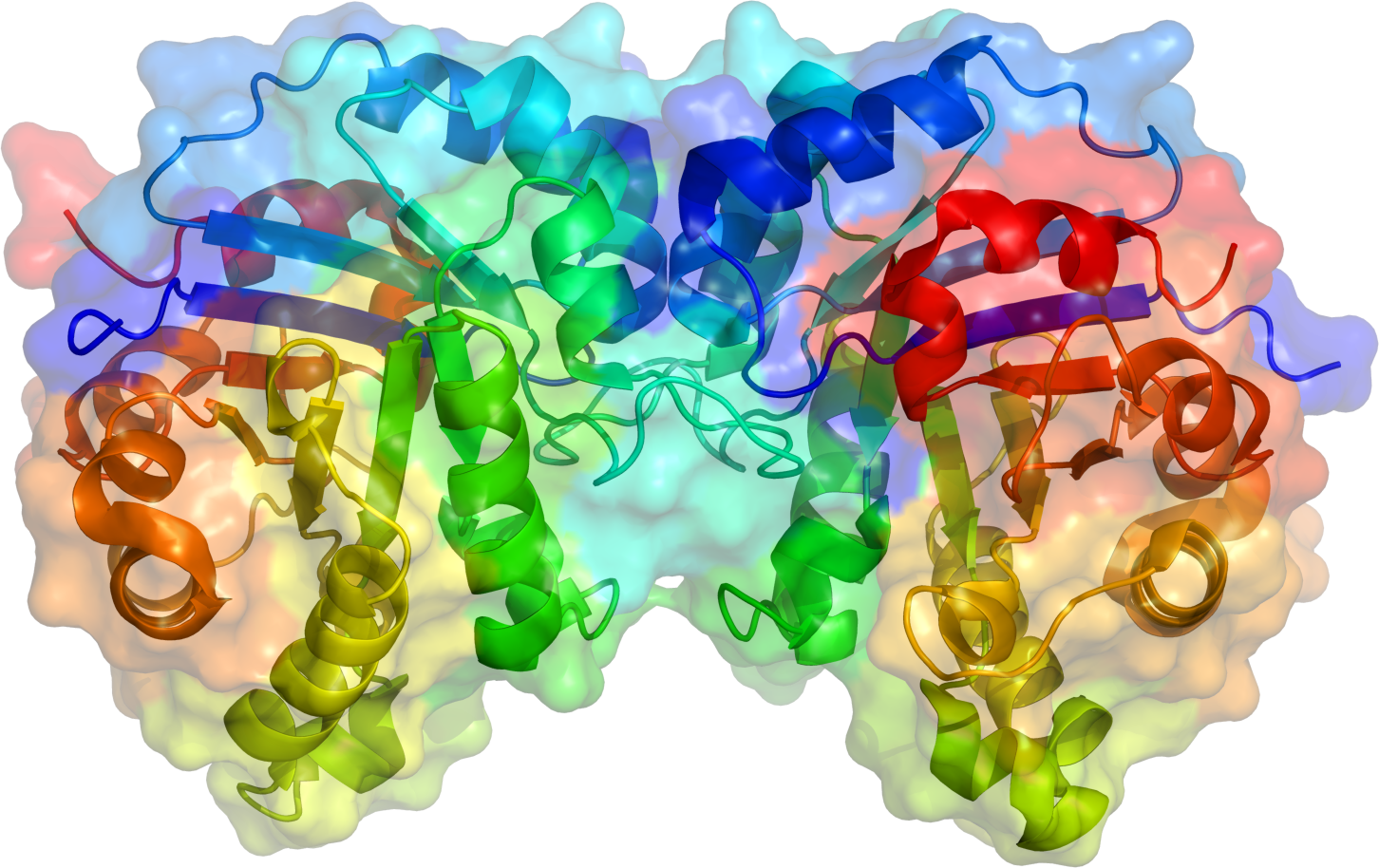
磷酸丙糖异构酶结构的侧面图。

磷酸丙糖异构酶是由两个相同的亚基所形成的二聚体；每一个亚基都含有250个左右的氨基酸残基。每个亚基的三维结构中都包含位于外部的8个α螺旋和位于内部的8个平行β链。这样的一种结构花样被称为αβ桶或TIM桶，是目前观察到的最为普遍的一种蛋白质折叠方式。该酶的活性位点位于“桶”的中心，其中一个谷氨酸和一个组氨酸参与了催化反应进程。活性位点附近的残基序列在所有已知的磷酸丙糖异构酶中都很保守。

## 疾病
如果人体缺乏磷酸丙糖异构酶，会导致严重的神经系统紊乱，该病症被称为磷酸丙糖异构酶缺乏症。